# Гайлик, Юрий Викторович
Юрий Викторович Гайлик (род. 20 июня 1961) — советский и российский хоккеист, защитник, заслуженный тренер России.

## Биография
В чемпионате СССР 1978/79 дебютировал за СКА Ленинград, проведя одну игру. Следующий сезон отыграл в фарм-клубе ВИФК. В сезоне 1980/81 выступал в СКА и ВИФК, в сезоне 1981/82 — в СКА. Следующие два сезона провёл в фарм-клубе «Звезда» Оленегорск. В сезонах 1984/85 — 1988/89 играл за СКА. В 1989—1990 годах выступал за «Звезду» / СКА-2, после чего три сезона отыграл в «Металлурге» Череповец. С сезона 1993/94 выступал за СКА. В 1996 году уехал в Финляндию, где в сезоне 1996/97 играл по одним данным за «Киекко-Кархут» Виррат, по другим — за «Йокипоят» Йоэнсуу. Следующий сезон отыграл в клубе «Титаанит» Котка. Вернувшись в Россию, завершил карьеру в петербургском «Спартаке», в котором провёл два сезона. Пять сезонов работал в «Спартаке» тренером. В сезонах 2005/06 — 2006/07 — главный тренер СКА-2. До 9 ноября 2007 года — тренер в воскресенском «Химике», затем, до конца следующего сезона — тренер в «Металлурге» Новокузнецк. Главный тренер команды МХЛ «Кузнецкие Медведи» (2013/14). С начала сезона 2014/15 — тренер в МХК «Динамо» СПб; с 8 октября 2014 по март 2015 — главный тренер команды.
Бронзовый призёр юниорского чемпионата Европы 1979. Бронзовый призёр чемпионата СССР 1987.